# جائزة إسبانيا الكبرى 2005
جائزة إسبانيا الكبرى 2005 (بالإنجليزية: 2005 Spanish Grand Prix)‏ هو سباق فورمولا 1 أقيم بتاريخ 8 مايو 2005 في حلبة دي كاتلونيا، برشلونة، إسبانيا. كان الخامس من أصل 19 في بطولة العالم لسباقات الفورمولا واحد موسم 2005. حلّ الفنلندي كيمي رايكونن أولا بينما جاء الإسباني فرناندو ألونسو في المركز الثاني وحصل على المركز الثالث الإيطالي يارنو ترولي.